# شهرستان ابوحمد
شهرستان ابوحمد (به عربی: محلیة أبو حمد) یک منطقهٔ مسکونی در سودان است که در رود نیل واقع شده‌است.